# Agnieszka Piksa
Agnieszka Piksa (ur. w 1983 w Warszawie) – polska artystka sztuk wizualnych, rysowniczka, autorka komiksów, ilustracji i murali. 
Absolwentka wydziału grafiki Akademii Sztuk Pięknych im. Jana Matejki w Krakowie  i Universitatea de Arta si Design Kluż-Napoka w Rumunii. W swoich pracach cytuje literaturę piękną na równi z naukową, grając znaczeniami i nieporozumieniami. Interesuje ją zarówno tradycyjna narracja, jak i eksperymenty lingwistyczne. Jej prace reprezentowały Polskę podczas 31. Międzynarodowego Biennale Sztuki Współczesnej w São Paulo. Brała udział w wielu wystawach w Polsce i za granicą. W 2015 została nagrodzona w VII edycji konkursu "Spojrzenia 2015 - Nagroda Deutsche Bank". Mieszka i pracuje w Krakowie.